# مالك نسيب
 اللواء مالك نيسب. كان القائد العام للبحرية الجزائرية منذ 06 أوت 2005 إلى يوم وفاته، وخلفه اللواء محمد العربي حولي.

## سيرة
ولد في 4 يناير 1951، بالشافية بولاية الطارف. التحق بصفوف الجيش الوطني الشعبي بسلاح القوات البحرية سنة 1971.
رقي إلى رتبة ملازم أول سنة 1976، ثم رتبة نقيب ثم 1982، ثم رتبة رائد سنة 1988، إلى أن رقي إلى رتبة عميد سنة 2005، فرتبة لواء سنة 2009.
تحصل اللواء مالك نسيب على وسام الجيش الوطني الشعبي الشارة الأولى سنة 1988 ثم وسام الاستحقاق العسكري سنة 2000 ثم وسام الجيش الوطني الشعبي الشارة الثانية سنة 2002 فوسام الشرف سنة 2003.
تقلد الفقيد منذ التحاقه بالقوات البحرية عدة مناصب ومسؤوليات على غرار قائد لعدة وحدات بحرية سطحية وغواصة، ليعين بعدها رئيسا لأركان القسم البحري للسفن الغواصة بالقاعدة البحرية الرئيسية لمرسى الكبير ثم قائد لهذا القسم سنة 1993. تولى قيادة الواجهة البحرية الغربية بالناحية العسكرية الثانية سنة 2000 لمدة 5 سنوات، ليعين بعدها قائدا للقوات البحرية.

## وفاته
توفي في حدود الساعة الخامسة من صباح الثلاثاء 17 فيفري 2015 في باريس، حيث كان يعالج من أزمة قلبية تعرّض لها، وشيعت جنازته بعد ظهر اليوم الأربعاء بمقبرة العالية بالجزائر العاصمة.